# Chantal Thomas
Ne pas confondre avec la styliste Chantal Thomass
Pour les articles homonymes, voir Thomas.
Chantal Thomas, née le 18 octobre 1945 à Lyon, est une romancière, essayiste, dramaturge, scénariste, spécialiste de la littérature, universitaire et académicienne française.
Elle est élue à l'Académie française le 28 janvier 2021 et succède à Jean d'Ormesson au fauteuil 12.

## Biographie
Chantal Thomas est née en 1945. Elle a passé son enfance et son adolescence dans la maison familiale du quartier de la « Ville d'Automne » à Arcachon.
Docteur de 3e cycle en 1976, puis docteur d'État ès lettres en 1991, elle a enseigné dans plusieurs universités américaines et est directrice de recherche au CNRS. Spécialiste du XVIIIe siècle, en particulier de Sade, Casanova et Marie-Antoinette. Elle a été révélée au grand public avec Les Adieux à la reine, prix Femina en 2002, adapté au cinéma  par Benoît Jacquot (2012, Prix Louis-Delluc). Son œuvre romanesque, traduite avec succès dans de nombreux pays, comprend aussi Le Testament d’Olympe et L'Échange des princesses porté à l’écran par Marc Dugain en 2017, film dont elle a co-écrit le scénario avec le réalisateur. Elle a publié en 2017 aux Éditions du Seuil Souvenirs de la marée basse qui raconte la discrète insoumission de sa mère et son amour inconditionnel pour la nage libératrice.
Au théâtre, ses textes, Le palais de la reine et l’Ile flottante, ont été joués et mis en scène par Alfredo Arias, en France et en Argentine. Celui-ci a aussi créé une version chorégraphique de L'Échange des princesses : Les Noces de l'Enfant Roi, présenté à Versailles dans le cadre du festival des Fêtes de nuit.
Elle assure une chronique mensuelle dans le journal Sud Ouest. Certaines de ces chroniques, parues entre 2014 et 2018, sont publiées en 2020 par le Seuil sous le titre Café Vivre. chroniques en passant.
Elle est membre du Jury du prix Femina.
Chantal Thomas a reçu en 2014 le grand prix de la Société des Gens de Lettres pour l’ensemble de son œuvre, le prix Roger-Caillois de littérature française et, en 2015, le prix Prince-Pierre-de-Monaco.
Elle est officier de l’ordre des Arts et des Lettres et officier de l’ordre national du Mérite.
En 2020, elle se porte candidate à l'Académie française et, le 28 janvier 2021, est élue au premier tour de scrutin au fauteuil de Jean d'Ormesson. Elle est reçue le 16 juin 2022 par Dany Laferrière, et prononce un discours d'hommage à son prédécesseur, le jour du 97e anniversaire de la naissance de ce dernier.

## Distinctions
- Officière de l'ordre national du Mérite
- Commandeure de l'ordre des Arts et des Lettres (2021)[14]

## Télévision
En 2015, elle participe à l'émission Secrets d'Histoire consacrée à Giacomo Casanova, intitulée Casanova, l'amour à Venise, diffusée le 20 octobre 2015 sur France 2.

## Ouvrages

### Essais
- Sade, l'œil de la lettre (essai littéraire), Payot, 1978. réédition : Sade, La dissertation et l’orgie, Rivages, coll. « Rivages Poche / Petite Bibliothèque », 2002
- Casanova, un voyage libertin (essai littéraire), Denoël, 1985. réédition : Casanova, un voyage libertin, Gallimard, coll. « Folio », 1998
- (avec Claude Bonnange), Don Juan ou Pavlov : essai sur la communication publicitaire (essai littéraire), Le Seuil, 1987.
- La Reine scélérate : Marie-Antoinette dans les pamphlets (essai littéraire), Le Seuil, 1989.
- Thomas Bernhard (essai littéraire), Le Seuil, coll. « Les Contemporains », 1990. réédition : Thomas Bernhard. Le briseur de silence, Le Seuil, coll. « Fiction & Cie », 2006
- Sade (essai littéraire), Le Seuil, coll. « Écrivains de toujours », 1994.
- Un air de liberté. Variations sur l'esprit du XVIIIe siècle, Payot et Rivages, coll. « Manuels Payot », 2014

- Pour Roland Barthes, Le Seuil, coll. « Fiction & Cie », 2015.

### Récits
- Comment supporter sa liberté, Éditions Payot et Rivages, coll. « Manuels Payot », 1998. Prix Grandgousier.
- Souffrir (essai), Payot et Rivages, coll. « Manuels Payot », 2003
- Chemins de sable : Conversation avec Claude Plettner, éditions Bayard, 2006
- Jardinière Arlequin : Conversations avec Alain Passard, Mercure de France, coll. « Le Petit Mercure », 2006
- L’Esprit de conversation, Payot et Rivages, coll. « Rivages poche. Petite Bibliothèque », 2011
- Cafés de la mémoire (récit), éditions du Seuil, 2008
- Souvenirs de la marée basse, éditions du Seuil, coll. « Fiction & Cie », 2017
- East Village Blues, photographies de Allen S. Weiss, Seuil, coll. « Fiction & Cie », 2019
- Café Vivre. chroniques en passant, Seuil, « Fiction & Cie », 2020, 208 p.
- De sable et de neige, Mercure de France, 2021, 202 p.  (ISBN 978-2-7152-5369-8)
- Journal de nage, Seuil, « Fiction & Cie », 2022, 160 p.
- Journal d'Arizona, Seuil, 2024, 192 p.

### Fictions
- La Vie réelle des petites filles, Paris, Gallimard, 1995, coll. « Haute Enfance ».
- Les Adieux à la reine (roman), Paris, Le Seuil, 2002, coll. « Fiction & Cie », 2002 Prix de l’Académie de Versailles, Prix Femina, 2002  — adaptation au cinéma  par Benoît Jacquot en 2012.
- La Lectrice-adjointe suivi de Marie-Antoinette et le théâtre (théâtre), Paris, Mercure de France, 2003.
- L’Île flottante (nouvelle), Paris, Mercure de France, coll. « Le Petit Mercure », 2004. Adaptation théâtrale par Alfredo Arias au théâtre de Chaillot (printemps 2008)
- Apolline ou l'École de la providence (nouvelle), Paris, Le Seuil, coll. « Point : roman », 2005.
- Le Palais de la reine (théâtre), Arles, Actes Sud-Papiers, 2005. présenté au théâtre des Célestins à Lyon en 2007
- Le Testament d'Olympe (roman), Paris, Le Seuil, 2010.
- L'Échange des princesses (roman), Paris, Le Seuil, 2013, coll. « Fiction & Cie »[17].

### Scénario
- 2017 : L'Échange des princesses de Marc Dugain
- 2019 : Dernier Amour de Benoît Jacquot

### Autres
- L'Étreinte de l'eau, entretiens avec Fabrice Lardreau, Arthaud, 2023

## Prix et distinctions littéraires
Chantal Thomas a été récompensée des prix suivants :
- le prix Femina en 2002 pour Les Adieux à la reine ;

- le prix Roger-Caillois, catégorie « prix de littérature française », en 2014[18] ;
- le prix littéraire Prince-Pierre-de-Monaco, en 2015, « pour l'ensemble de son oeuvre »[19] ;
- le prix Le Vaudeville 2019 pour East Village Blues.

Elle a en outre été finaliste du  prix du roman des étudiants France Culture - Télérama 2017 pour Souvenirs de la marée basse.